# CLU (мова програмування)
CLU — мова програмування, яка одна з перших реалізувала концепцію абстрактних типів даних і парадигму узагальненого програмування. Створена 1975 року групою вчених Массачусетського технологічного інституту під керівництвом Барбари Лісков.
Не знайшла широкого застосування, однак представила безліч функцій, які широко використовуються у теперішньому часі, розглядається як крок у розробці об'єктно-орієнтованого програмування (ООП).